# Lerchea interrupta
Lerchea interrupta är en måreväxtart som beskrevs av Pieter Willem Korthals. Lerchea interrupta ingår i släktet Lerchea och familjen måreväxter. Inga underarter finns listade i Catalogue of Life.